# Estadi das Laranjeiras
L'Estadi Manoel Schwartz (Estádio Manoel Schwartz), més conegut com a Estadi das Laranjeiras (Estádio das Laranjeiras), és un camp de futbol de la ciutat de Rio de Janeiro, Brasil.

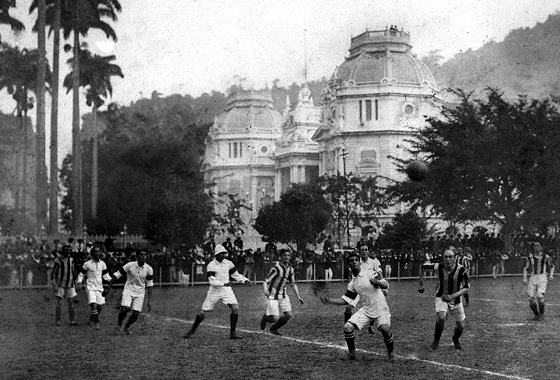
Brasil el 1914.

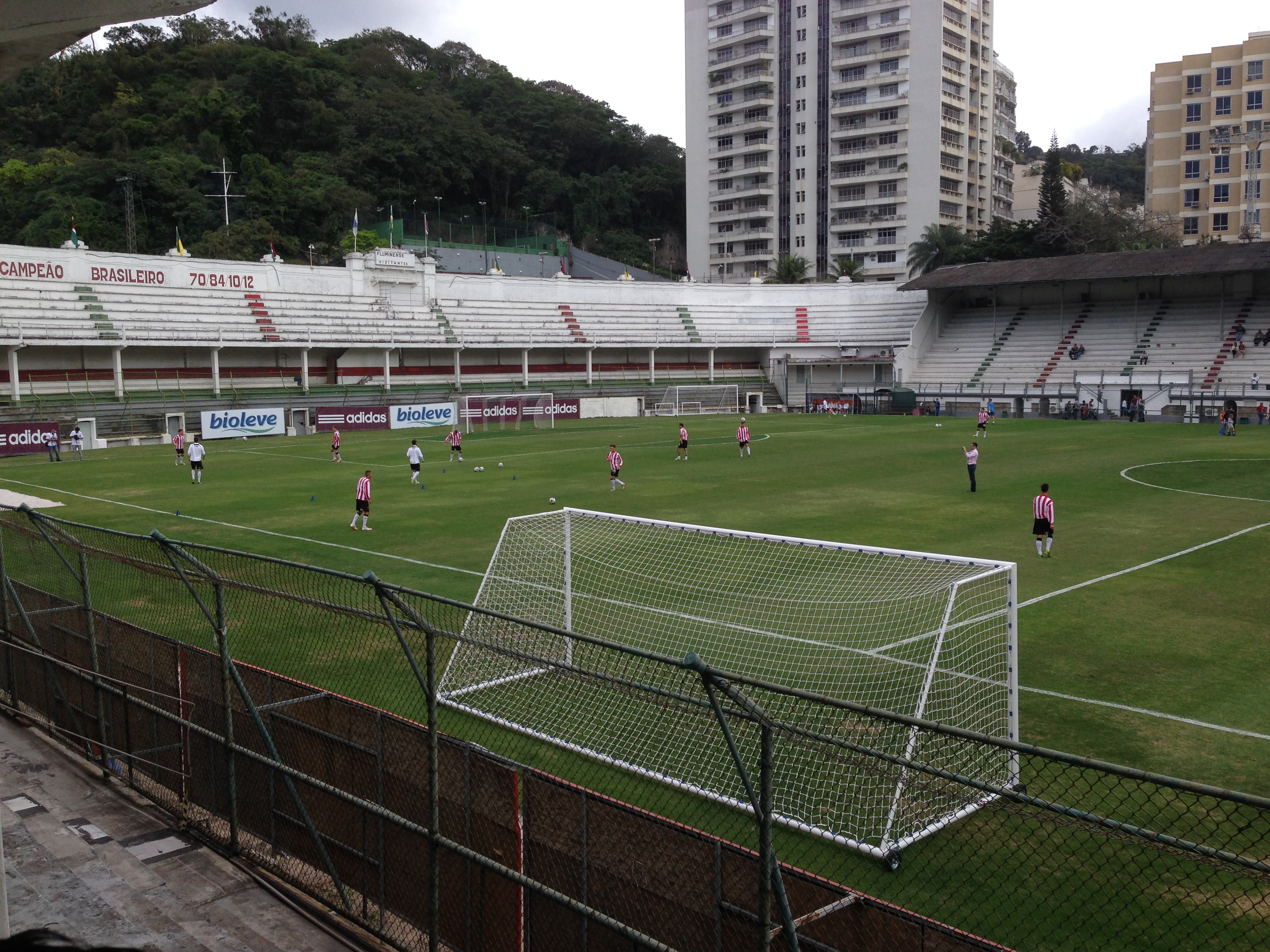
Exeter City entrenant a l'estadi.

Va ser construït l'any 1905 i tenia una capacitat per a 5.000 espectadors. És propietat del Fluminense Football Club.
Fou remodelat l'any 1919 per permetre una capacitat de 19.000 persones. La re-inauguració va ser el dia 11 de maig d'aquest any, en un partit Brasil 6 - Xile 0. El primer gol fou obra de Friedenreich. Va ser seu del Campionat Sud-americà de futbol de 1919.
Fou novament remodelat l'any 1922 fins a 25.000 espectadors, per ser seu del Campionat Sud-americà de futbol de 1922.
La capacitat es reduí a 8.000 espectadors el 1961. Actualment té una capacitat per a 2.000 espectadors.